# Mark an der Sann
Die Mark an der Sann (Sannmark, auch Grafschaft Soune, Soun, Saunien u. dgl.) ist eines der Gebiete im Markengürtel des Heiligen Römischen Reiches, der in der zweiten Hälfte des 10. Jahrhunderts zum Schutz des Reiches gegen die Gefahren aus dem Osten errichtet wurde.

## Gebiet
Das Gebiet umfasst das gesamte Einzugsgebiet der Sann und reicht im Süden bis zur Save und im Osten bis zur Sottla.

## Geschichte
Bereits 895 ist eine "Mark an der Sawe" genannt; ob sie das Sanntal einschloss, ist ungewiss.

### Alt-Saunien
Im Jahre 980 wird die Sann-Grafschaft erstmals genannt (damals umfasste sie auch das Gebiet der Windischen Mark):
980, 24. Oktober, Konstanz: Kaiser Otto II. schenkt dem Grafen Willihalm ob seiner getreuen Dienste seinen ganzen königlichen Besitz in der Grafschaft Rachwins zwischen den Bergen Dobritsch nördlich Heilenstein/Polzela bei Cilli, Stenitz südöstlich Weitenstein/Vitanje bei Lindeck und Wresen/Brezen südwestlich Weitenstein bis zu dem Eigentum des Grafen Marchward und von da bis zur Grenze dieser Grafschaft mit der Sann-Grafschaft (DD 2, 264 n 235). Es handelt sich hier um die spätere Gurker Herrschaft Weitenstein. (Wilhelm 3)
Die Mark unterstand bis 1002 dem Herzogtum Bayern, danach dem Herzogtum Kärnten.
Während der zweiten Kolonisationsphase wurden dem Erzstift Salzburg von den Kaisern Otto II. und Otto III. jene Besitzungen bestätigt, die es schon in karolingischer Zeit um Rann an der Save innehatte.

### Markgraf Wilhelm an der Sann
1016, 15. April, erhielt Graf Wilhelm II., der Sohn obgenannten Grafen Willihalms und Ehemann der Hemma von Gurk, in Bamberg von Kaiser Heinrich II. in seiner Grafschaft Sanntal dreißig Königshuben im Drachenburger Land und außerdem allen königlichen Besitz zwischen den Flüssen Save, Sann, Sottla und Neiring. Es sind dies die späteren bischöflich gurker Herrschaften Windisch-Landsberg, Peilenstein, Wisell und Nassenfuß mit Rohitsch, Montpreis, Hörberg und Königsberg. (Jaksch)
1025 wurde die  Windische Mark an der Sann aus dem Herzogtum Kärnten ausgegliedert. (Mell)
1025, 11. Mai, Bamberg: König Konrad II. schenkt dem Grafen Willihalm 30 Königshufen in dessen Grafschaft Soun und zwischen den Flüssen Kopreinitz, Köttnig od. Kötting und Wogliena od. Wogleina, ferner zwischen den Flüssen Gurk und Save (in Krain) sowie seinen Besitz an Bergen, Tälern und Wäldern daselbst.
1028, 30. Dezember, Augsburg: Kaiser Konrad II. schenkt/bestätigt seinem Getreuen, dem Grafen Wilhelm, 30 Königshufen in villa Traskendorf (Drachenburger Land) und die Besitzungen seines Vorgängers Heinrich zwischen Save und Sann, Sottla und Neiring "in pago et in comitatu Sounae", die er jenem zugeeignet, ferner 30 Königshufen in derselben Grafschaft zwischen fünf(?) genannten Flüssen...
1036 wurde Graf Wilhelm II. vom abgesetzten Kärntner Herzog Adalbero von Eppenstein eigenhändig aus Rache getötet. Nach 1036 hatten die Grafen von Ebersberg neben Krain auch die Sanngrafschaft inne.

### Stiftungen der Gräfin Hemma
1043, 6. Januar, übergab Wilhelms Witwe, die Gräfin Hemma, den Großteil ihres Besitzes in Kärnten und den Marken (insbesondere Reichenburg) an Erzbischof Balduin von Salzburg gegen Tauf-, Begräbnis- und Zehentrechte für Kärntner Kirchen; die Sanntaler Allode kamen später an das Hochstift Gurk: Am 15. August 1043 widmete Hemma durch die Hand ihres Vogtes Pretzlaus ihrer klösterlichen Stiftung ihren Gesamtbesitz im Sanntale, das sind alle oben genannten Gebiete aus den Jahren 980, 1016 und 1025. Ausdrücklich nahm Hemma von ihrer Schenkung die Dörfer „Terenperch“, Köttnig/Kötting, „Steindorf“ und Sirdosege aus sowie das bereits früher an Erzbischof Balduin vertauschte Reichenburg. (Jaksch)
Dank ihrer Verwandtschaft zu Hemma konnten die Askuiner als Gurker Erbvögte lange Zeit großen Einfluss und Macht in diesem Raum ausüben. So hatten sie schon im 11. Jahrhundert die Festung Obercilli angelegt.

### Spanheimer und andere
Unter Konrad II. (1024–39) heiratete Graf Siegfried von Spanheim aus Rheinfranken Richgard von Lavant, eine in der Mark und in Kärnten reichbegüterte Sieghardingerin. Graf Siegfried erhielt vom deutschen König besonders im Drau- und Sanngebiet, aber auch bis zum Karst hin umfangreiches, zumeist mit Wald bestandenes Krongut.
Nach 1036 wurde die Sannmark wieder von der Windischen Mark getrennt. 
Dass auch die Aribonen im Drau- und Sanntal begütert waren, ist erwiesen.
Neben diesen großen Grundbesitzern gab es im Sanntal noch die Freien von Kager, die Grafen von Bogen und jene von Heunburg sowie die Sannecker und die Hochfreien von Hochenegg. Sie und ihre Lehensleute scheinen die große Kolonisation in diesem Raum geleitet zu haben.
Vielleicht 1105, jedenfalls aber vor 1122 starb der Askuiner Markgraf Starkhand, der noch 1103 mit seinem Bruder Ulrich als Zeuge auf der Urkunde aufscheint, mit der Herzog Heinrich III. von Eppenstein sein Stift St. Lambrecht dotierte; sein Nachfolger wurde Günther, ein Sohn des Heunburgers Pilgrim von Hohenwart-Pozzuolo, der letzte Markgraf von Soune (marchio de Cylie). Nach seinem Tod 
1137/44 wurde die Markgrafschaft nicht mehr besetzt. Denn es gab viele Immunitätsgebiete in der Mark: Im Südosten lag der Besitz Salzburgs und Gurks, im Westen der von Aquileia und des Stiftes Oberburg, im Süden die spanheimische Herrschaft Tüffer.
Die Spanheimer, auf päpstlicher Seite stehend, hatten 1105/1106 während des Investiturstreites einen Teil jenes Besitzes übernommen, den die Gurker Erbvögte, die Grafen Askuin, Starkhand und Werigand, verloren hatten.
1131 war Erzbischof Konrad I. nach Saunien gekommen, um mit den Magyaren Frieden zu schließen und die erzbischöflichen Grenzfesten Pettau und Reichenburg gegen die Ungarn zu erbauen, weil die Nachkommen der Gräfin Hemma zur wirksamen Verteidigung der Ostgrenze nicht in der Lage waren.

## Folgezeit

### Otakare
1147 starb Graf Bernhard von Trixen-Spanheim; Tüffer (und Sachsenfeld mit Sachsenwart) fiel dadurch an den steiermärkischen Markgrafen Otakar III.
Die Herrschaft reichte entlang der Sann von Cilli bis zur Save und neben der Save über Trifail hinaus, sodann die Save abwärts bis einschließlich Lichtenwald. Dort grenzte sie an das etwa 300 km² große, besitzmäßig geschlossene erzbischöflich-salzburgische Gebiet Lichtenwald-Rann, das vielleicht aus dem Besitz Reichenburg der Gräfin Hemma entstanden war. Demnach gehörten zur großen Herrschaft Tüffer auch Sachsenfeld, Sachsenwart und Hochenegg, die Burgen Klausenstein und Freudenegg sowie das Amt Ratschach in Krain. 
Da das 1182 bezeugte steirisch-herzogliche Amt und das 1227 genannte Gericht Tüffer über die Save reichten und 1287 nachweislich auch Schärfenberg dazugehörte, glaubte Hans Pirchegger, dass sich der spätere Herrschaftsbereich der Otakare so weit erstreckte wie das Archidiakonat Sanntal. Die Herrschaft Tüffer war Teil des ducatus, und von Tüffer aus gelang dem steirischen Herzog auch der Erwerb der Vogtei über die nahen Gurker Herrschaften.

### Böhmen
1269 fasste König Ottokar II. von Böhmen nach Inbesitznahme der Gebiete die Krain, die Windische Mark, Windischgraz und das Sanntal zur "Mark" zusammen. (Mell)

### Habsburg
1282 erfolgte die Belehnung der Söhne König Rudolfs I. mit Krain und der Windischen Mark (faktisch unterstanden diese Länder Meinhard von Görz-Tirol)
Um 1300 erwarben die Grafen von Heunburg (erloschen 1322) die Herrschaft Cilli, den Mittelpunkt der Mark.
Erst seit etwa 1300 erfolgte durch die Freien von Sanegg eine intensive Herrschaftsdurchsetzung im Sanntal.

### Sanntal an Steiermark
Am 14. Juli 1311 wurde das Sanntal diesseits und jenseits der Save von Herzog Heinrich von Kärnten aus dem Hause der Meinhardiner an die Habsburger abgetreten und kam damit zur Steiermark.

### Grafen von Cilli
1323 kam Cilli an die Grafen von Pfannberg, 1335 an die Sannecker, welche 1341 zu Grafen von Cilli ernannt wurden; nach deren Aussterben 1456 kam 1460 Cilli mit den zugehörigen Herrschaften an die Habsburger.